# Escalada esportiva nos Jogos Olímpicos de Verão de 2020 - Combinado masculino
A competição do combinado masculino da escalada esportiva nos Jogos Olímpicos de Verão de 2020 ocorreu entre 3 e 5 de agosto de 2021 no Parque Urbano de Esportes de Aomi, em Tóquio. Um total de 20 escaladores de 15 Comitês Olímpicos Nacionais (CON) participaram do evento.

## Qualificação
Cada Comitê Olímpico Nacional (CON) poderia obter um máximo de duas vagas no evento, sendo que 20 vagas estavam disponíveis: 18 pelas qualificatórias, 1 para o país anfitrião (Japão) e 1 por convite da Comissão Tripartite.
A primeira oportunidade de qualificação foi pelo Campeonato Mundial de 2019, onde os sete primeiros ganharam uma vaga. Como dois escaladores japoneses se classificaram durante este evento, a vaga de país anfitrião não foi utilizada, sendo alocada para o próximo escalador mais bem colocado no Campeonato Mundial ainda não qualificado e que não fosse de um CON com dois escaladores já classificados. A segunda oportunidade foi pelo Evento de Qualificação Olímpica, com os seis primeiros se classificando aos Jogos Olímpicos.
Cinco vagas foram distribuídas aos campeões continentais (Américas, África, Europa, Oceania e Ásia). Apenas o Campeonato Pan-Americano foi realizado antes do início da pandemia de COVID-19, adiando as demais competições continentais. Em fevereiro de 2020, para lidar com possíveis cancelamentos, a Federação Internacional de Escalada Esportiva (IFSC) definiu que as vagas não atribuídas pelos campeonatos continentais seriam realocadas para os melhores escaladores de cada continente, ainda não qualificado, no Campeonato Mundial de 2019, respeitando o limite de duas vagas por CON.
O convite da Comissão Tripartite deveria ser alocado após os campeonatos continentais, mas o prazo foi perdido e as vagas foram concedidas aos próximos escaladores ainda não classificados de acordo com as posições no Campeonato Mundial de 2019.

## Formato
Na fase de qualificação, cada um dos vinte competidores disputam as três disciplinas da escalada: velocidade, boulder e dificuldade. As pontuações são multiplicadas e os oito competidores com as pontuações totais mais baixas seguem para as finais, onde novamente disputam um combinado das três disciplinas.
- Na escalada de velocidade, os competidores competem uns contra os outros em pares em uma parede padronizada de 15 metros de altura. Na fase de qualificação, os escaladores tiveram duas corridas em duas pistas diferentes; seus melhores tempos foram registrados e usados para a definição das finais. Na fase final, os escaladores competem uns contra os outros com os mais rápidos saindo vitoriosos.
- No boulder, os escaladores precisam superar obstáculos ("boulderes") em uma parede de 4,5 m de altura dentro de um determinado período de tempo. Na qualificação, os escaladores enfrentam quatro problemas com boulder e tiveram 5 minutos em cada problema para superá-los. A rodada final teve três problemas com boulder para terminar em um limite de tempo de 4 minutos.
- Na dificuldade, os escaladores recebem uma rota definida em uma parede de 15 m de altura até o topo em 6 minutos. Em caso de empate, ganha o escalador com o tempo decorrido mais rápido.

## Calendário
Horário local (UTC+9)
| Data                | Tempo | Fase                       |
| ------------------- | ----- | -------------------------- |
| 3 de agosto de 2021 | 17:00 | Qualificação – Velocidade  |
| 3 de agosto de 2021 | 18:00 | Qualificação – Boulder     |
| 3 de agosto de 2021 | 21:10 | Qualificação – Dificuldade |
| 5 de agosto 2021    | 17:30 | Final – Velocidade         |
| 5 de agosto 2021    | 18:30 | Final – Boulder            |
| 5 de agosto 2021    | 21:10 | Final – Dificuldade        |

## Recordes
Antes desta competição, os recordes mundiais e olímpicos existentes eram os seguintes:
| Recordes de velocidade | Recordes de velocidade | Recordes de velocidade | Recordes de velocidade | Recordes de velocidade |
| Tipo                   | Escalador              | Tempo                  | Local                  | Data                   |
| ---------------------- | ---------------------- | ---------------------- | ---------------------- | ---------------------- |
| Recorde mundial        | Veddriq Leonardo       | 5.208                  | Salt Lake City         | 28 de maio de 2021     |
| Recorde olímpico       | Não estabelecido       | –                      | –                      | –                      |

Os seguintes recordes foram estabelecidos durante a competição:
| Data        | Fase         | Escalador   | CON        | Tempo | Recorde          | Ref.  |
| ----------- | ------------ | ----------- | ---------- | ----- | ---------------- | ----- |
| 3 de agosto | Qualificação | Bassa Mawem | FRA França | 5.45  | Recorde olímpico | [ 8 ] |

## Medalhistas
| Ouro   | ESP Alberto Ginés López |
| Prata  | USA Nathaniel Coleman   |
| Bronze | AUT Jakob Schubert      |

## Resultados

### Qualificação
Disputada em 3 de agosto de 2021, os oito melhores colocados avançam à final.
| Pos. | Escalador           | CON                 | Velocidade | Velocidade | Velocidade | Boulder | Boulder | Boulder | Boulder | Boulder    | Boulder | Dificuldade | Dificuldade | Dificuldade | Total   | Notas |
| Pos. | Escalador           | CON                 | A          | B          | PC         | 1       | 2       | 3       | 4       | Result.    | PC      | MAX         | TPD         | PC          | Total   | Notas |
| ---- | ------------------- | ------------------- | ---------- | ---------- | ---------- | ------- | ------- | ------- | ------- | ---------- | ------- | ----------- | ----------- | ----------- | ------- | ----- |
| 1    | Mickaël Mawem       | FRA França          | 5.95       | 7.75       | 3          | T2z2    | T1z1    | T1z1    | z1      | 3T4z 4 5   | 1       | 28+         | 2:24        | 11          | 33.00   | Q     |
| 2    | Tomoa Narasaki      | JPN Japão           | DNS        | 5.94       | 2          | T2z1    | T4z4    | z1      | z1      | 2T4z 6 7   | 2       | 26+         | 2:11        | 14          | 56.00   | Q     |
| 3    | Colin Duffy         | USA Estados Unidos  | 6.23       | 6.85       | 6          | T10z6   | –       | T7z6    | –       | 2T2z 17 12 | 5       | 42+         | 4:44        | 2           | 60.00   | Q     |
| 4    | Jakob Schubert      | AUT Áustria         | 6.70       | 6.94       | 12         | z9      | –       | z3      | T2z1    | 1T3z 2 13  | 7       | 42+         | 4:02        | 1           | 84.00   | Q     |
| 5    | Adam Ondra          | CZE República Checa | 7.46       | 8.16       | 18         | T4z4    | –       | z4      | T3z3    | 2T3z 7 11  | 3       | 39+         |             | 4           | 216.00  | Q     |
| 6    | Alberto Ginés López | ESP Espanha         | 6.48       | 6.32       | 7          | –       | –       | T12z4   | –       | 1T1z 12 4  | 14      | 41+         |             | 3           | 294.00  | Q     |
| 7    | Bassa Mawem         | FRA França          | 5.45       | 5.67       | 1          | z4      | –       | –       | –       | 0T1z 0 4   | 18      | 7           |             | 20          | 360.00  | Q     |
| 8    | Nathaniel Coleman   | USA Estados Unidos  | 6.51       | 6.52       | 10         | z1      | –       | T4z3    | z2      | 1T3z 4 6   | 11      | 39          |             | 5           | 550.00  | Q     |
| 9    | Alexander Megos     | GER Alemanha        | 9.89       | 7.47       | 19         | T2z1    | z6      | z7      | z1      | 1T4z 2 15  | 6       | 36+         |             | 6           | 684.00  |       |
| 10   | Chon Jong-won       | KOR Coreia do Sul   | 6.21       | Queda      | 5          | z4      | –       | T3z3    | z3      | 1T3z 3 10  | 10      | 26+         | 2:34        | 16          | 800.00  |       |
| 11   | Rishat Khaibullin   | KAZ Cazaquistão     | 6.90       | 6.19       | 4          | –       | –       | z3      | –       | 0T1z 0 3   | 17      | 28+         | 3:09        | 13          | 884.00  |       |
| 12   | Jan Hojer           | GER Alemanha        | 6.63       | Queda      | 11         | z2      | –       | T3z3    | z3      | 1T3z 3 8   | 9       | 29+         |             | 9           | 891.00  |       |
| 13   | Alexey Rubtsov      | ROC                 | 8.09       | 7.23       | 16         | T6z3    | –       | –       | T1z1    | 2T2z 7 4   | 4       | 26+         | 2:29        | 15          | 960.00  |       |
| 14   | Pan Yufei           | CHN China           | 8.63       | 7.59       | 20         | T2z2    | –       | z12     | z1      | 1T3z 2 15  | 8       | 36          |             | 7           | 1120.00 |       |
| 15   | Michael Piccolruaz  | ITA Itália          | 6.33       | 6.46       | 8          | T5z5    | –       | z2      | –       | 1T2z 5 7   | 13      | 28+         | 2:33        | 12          | 1248.00 |       |
| 16   | Christopher Cosser  | RSA África do Sul   | 6.48       | 7.55       | 9          | z7      | –       | z8      | –       | 0T2z 0 15  | 16      | 29          |             | 10          | 1440.00 |       |
| 17   | Sean McColl         | CAN Canadá          | 9.18       | 6.93       | 14         | z2      | –       | z1      | –       | 0T2z 0 3   | 15      | 35+         |             | 8           | 1680.00 |       |
| 18   | Kai Harada          | JPN Japão           | Queda      | 7.08       | 15         | T4z1    | –       | z7      | –       | 1T2z 4 8   | 12      | 25+         |             | 17          | 3060.00 |       |
| 19   | Ludovico Fossali    | ITA Itália          | 6.71       | 7.39       | 13         | –       | –       | –       | –       | 0T0z 0 0   | 19.5    | 25          | 2:48        | 18          | 4563.00 |       |
| 20   | Tom O'Halloran      | AUS Austrália       | 7.34       | 12.20      | 17         | –       | –       | –       | –       | 0T0z 0 0   | 19.5    | 25          | 3:58        | 19          | 6298.50 |       |

### Final
Disputada em 5 de agosto de 2021, com a definição dos medalhistas.
| Pos.              | Escalador           | CON                 | Velocidade | Velocidade | Velocidade | Velocidade | Velocidade | Velocidade | Velocidade | Boulder | Boulder | Boulder | Boulder  | Boulder | Dificuldade | Dificuldade | Total |
| Pos.              | Escalador           | CON                 | Quartas    | Quartas    | Semifinais | Semifinais | Final      | Final      | PC         | 1       | 2       | 3       | Result.  | PC      | MAX         | PC          | Total |
| Pos.              | Escalador           | CON                 | C          | T          | C          | T          | C          | T          | PC         | 1       | 2       | 3       | Result.  | PC      | MAX         | PC          | Total |
| ----------------- | ------------------- | ------------------- | ---------- | ---------- | ---------- | ---------- | ---------- | ---------- | ---------- | ------- | ------- | ------- | -------- | ------- | ----------- | ----------- | ----- |
| Medalha de ouro   | Alberto Ginés López | ESP Espanha         | 2          | V          | 7          | 6.56       | 12         | 6.42       | 1          | z1      | z7      | z1      | 0T3z 0 9 | 7       | 38+         | 4           | 28    |
| Medalha de prata  | Nathaniel Coleman   | USA Estados Unidos  | 4          | 6.45       | 6          | 6.21       | 10         | Queda      | 6          | T1z1    | T3z2    | z1      | 2T3z 4 4 | 1       | 34+         | 5           | 30    |
| Medalha de bronze | Jakob Schubert      | AUT Áustria         | 3          | 9.18       | 6          | 6.76       | 9          | V          | 7          | T1z1    | z5      | z1      | 1T3z 1 7 | 5       | Topo        | 1           | 35    |
| 4                 | Tomoa Narasaki      | JPN Japão           | 3          | 6.11       | 8          | 6.02       | 12         | 7.82       | 2          | T1z1    | z3      | z1      | 1T3z 1 5 | 3       | 33+         | 6           | 36    |
| 5                 | Mickaël Mawem       | FRA França          | 4          | 6.36       | 8          | 7.05       | 11         | 6.47       | 3          | T1z1    | z1      | z1      | 1T3z 1 3 | 2       | 23+         | 7           | 42    |
| 6                 | Adam Ondra          | CZE República Checa | 1          | 7.44       | 7          | 7.03       | 11         | 6.86       | 4          | T2z1    | –       | z1      | 1T2z 2 2 | 6       | 42+         | 2           | 48    |
| 7                 | Colin Duffy         | USA Estados Unidos  | 2          | FS         | 5          | V          | 10         | 6.35       | 5          | T1z1    | z3      | z1      | 1T3z 1 5 | 4       | 40          | 3           | 60    |
| 8                 | Bassa Mawem         | FRA França          | 1          | DNS        | 5          | DNS        | 9          | DNS        | 8          | –       | –       | –       | DNS      | 8       | DNS         | 8           | 512   |